# Ohrwege
Ohrwege ist ein Ortsteil der Gemeinde Bad Zwischenahn im niedersächsischen Landkreis Ammerland.
Zur gleichnamigen Bauerschaft gehören neben Ohrwege selbst noch Querenstede, Altenkamp und Ohrwegerfeld.

## Geschichte
Die genaue Herkunft des Namens Ohrwege ist nicht geklärt. Vermutet wird, dass der erstmals um 1270 in den Lehensregistern der Grafen von Oldenburg erwähnte Name Orwede auf eine alte Flurbezeichnung zurückzuführen ist.
Die Verbindung zur Bauerschaft Zwischenahn wurde durch eine erhöht gebaute Straße, einen Kamp gebildet. Hier liegt Altenkamp, in dem besonders in den letzten Jahren Neubaugebiete ausgewiesen wurden und der dadurch deutlich gewachsen ist. Eine andere Bezeichnung für eine erhöhte Straße ist das plattdeutsche Wort Diek, was mit Deich am ehesten zu übersetzen ist. An der zweiten von Altenkamp in Richtung Zwischenahn wegführenden Straße Diekweg liegt seit 1929 der „Neue Friedhof“.
Ohrwegerfeld grenzt nördlich an Ohrwege an und bildet ein dünn besiedeltes ehemaliges Moorgebiet. Einen großen Teil nimmt das Kienmoor ein, das als geschlossenes Nadelwaldgebiet erhalten ist.
Ursprünglich zur Bauerschaft Ekern zugehörig, gehört auch Querenstede heute zum Verwaltungsbereich von Ohrwege. Es geht auf den Anfang des 14. Jahrhunderts zurück und bietet für Mühlenliebhaber eine der gut erhaltenen Windmühlen des Ammerlandes, die durch den Querensteder-Mühlenverein e. V. intakt gehalten wird.

## Ehemalige Schule Ohrwege
Mit Erlass vom 11. November 1900 wurde die Teilung der Schulacht Burgfelde/Ohrwege beschlossen. Diesem Beschluss gingen zahlreiche Anträge (1825, 1834, 1864) voraus, bei denen es zu keiner Entscheidung kam. Man hat damals die Aue als Trennungslinie willkürlich festgesetzt. Das neugebaute Schulgebäude wurde 1902 fertiggestellt. Bis 1953 wurde die Schule zweiklassig betrieben, die Einrichtung einer dritten Klasse wurde nach einer Erweiterung möglich. 1971 wurde die Schule aufgelöst und die Grundschüler besuchen seitdem die Schule in Rostrup. Das ehemalige Schulgebäude wird inzwischen als Flüchtlingsunterkunft genutzt.

## Regelmäßige Veranstaltungen
Jedes Jahr finden mehrere Veranstaltungen in der Dorfgemeinschaft statt:
- Schützenfest des Schützenverein Ohrwege e.V.[4]
- Dorfreinigung, organisiert vom Ortsverein Ohrwege[5]
- Laternenlaufen[6]